# Lepyrodontaceae
Lepyrodontaceae là một họ rêu trong bộ Isobryales.